# Liubîmivka, Vîșhorod
Liubîmivka (în ucraineană Любимівка) este localitatea de reședință a comunei Liubîmivka din raionul Vîșhorod, regiunea Kiev, Ucraina.

## Demografie
Componența lingvistică a localității Liubîmivka
     Ucraineană (96,68%)
     Rusă (3,07%)
     Alte limbi (0,26%)
Conform recensământului din 2001, majoritatea populației localității Liubîmivka era vorbitoare de ucraineană (96,68%), existând în minoritate și vorbitori de rusă (3,07%).